# روب كيلي
روب كيلي (بالإنجليزية: Rob Kelly)‏ (21 ديسمبر 1964 ببرمنغهام في المملكة المتحدة - ) هو مدرب كرة قدم ولاعب كرة قدم بريطاني في مركز الوسط. لعب مع ليستر سيتي ونادي بيرتن ألبيون ونادي ترانمير روفرز لكرة القدم ووولفرهامبتون واندررز.

## وصلات خارجية
- روب كيلي على موقع قاعدة بيانات كرة القدم.إي يو (الإنجليزية)
- روب كيلي على موقع Soccerbase.com (مدرب) (الإنجليزية)
- روب كيلي على موقع عالم كرة القدم.نت (الإنجليزية)